# Udea absolutalis
Udea absolutalis là một loài bướm đêm thuộc họ Crambidae. Loài này được Harrison Gray Dyar Jr. mô tả năm 1913. Loài này có ở Guyana.
Sải cánh của loài này dài khoảng 17 mm.